# Stanislaus (rivière)
Pour les articles homonymes, voir Stanislaus.
La rivière Stanislaus (en anglais : Stanislaus River) en Californie, aux États-Unis, est un des plus grands affluents du San Joaquin. La rivière a 154 km de long et possède des branches nord, centrale et sud. Les branches nord et sud se rencontrent à quelques kilomètres en amont du lac New Melones, la branche centrale rejoignant celle du nord quelques kilomètres auparavant.
Le nom de la rivière vient d’Estanislao, un chef Miwok de la Mission San José, qui conduisit une bande de 400 hommes contre le gouvernement mexicain en 1828-1829. Le groupe avait établi son camp principal le long des rives de la Stanislaus, connue alors comme le Rio Laquisimes.

## Barrages
La rivière Stanislaus est lourdement équipée de barrages et de dérivations. Le barrage de Donnell sur la branche centrale forme le lac Donnell, à haute altitude dans la Sierra Nevada. En aval se trouve le barrage Beardsley, formant le lac Beardsley. Le barrage de dérivation à McKays'Point dérive l’eau sur la branche nord pour la production hydroélectrique et l’usage domestique. Le barrage de New Melones bloque la rivière après la confluence des trois branches. En aval du lac New Melones, il y a le barrage Tulloch qui forme le réservoir Tulloch, et le barrage Goodwin, situé à 37° 51′ 46″ N, 120° 37′ 47″ O, qui est la première barrière majeure sur la Stanislaus pour le poisson anadrome. La Stanislaus River a hébergé antérieurement une large population de saumons chinook qui ont disparu avec la construction du barrage Goodwin. En aval de ce dernier, la Stanislaus finit par rencontrer le San Joaquin pour atteindre le delta commun du Sacramento et du San Joaquin.
La Stanislaus est célèbre à cause du conflit politique  qui a éclaté à propos du barrage formant maintenant le lac New Melones. Avant la construction du barrage, la partie aval de la Stanislaus était l’une des zones de rafting en eaux vives les plus fréquentées aux États-Unis. Le rafting est encore populaire sur la branche nord et sur la section du Goodwin Canyon dans la branche principale de la Stanislaus. Lors de longues périodes de sécheresse, certaines sections sont à nouveau disponibles pour le rafting quand le niveau du lac s’abaisse (ce fut le cas au début des années 1990, pendant près de 3 ans).

## Pont couvert

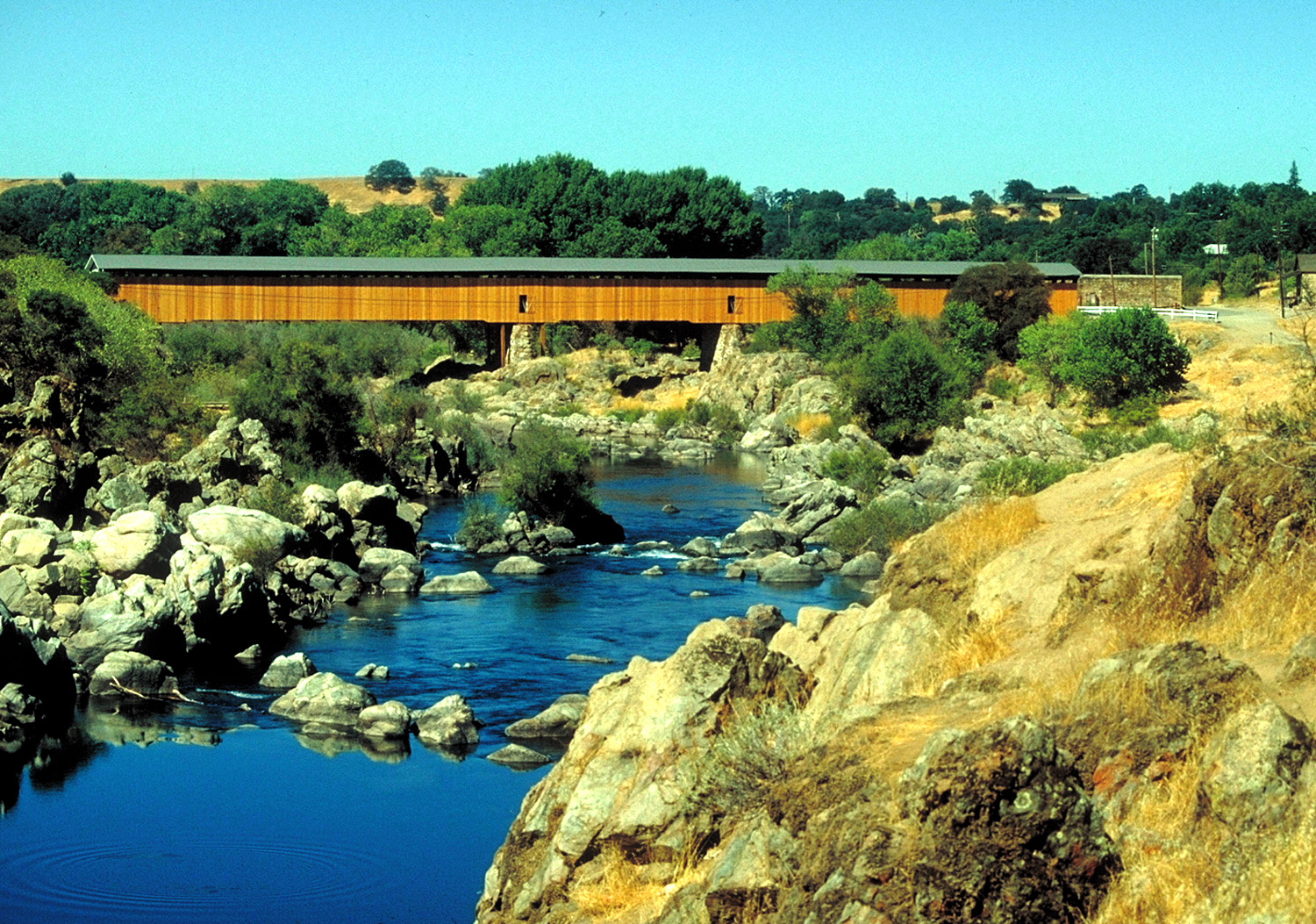
Le pont couvert Knights Ferry sur la rivière Stanislaus dans le Comté de Stanislaus

Un des rares ponts couverts qui reste en Californie se trouve sur la Stanislaus et était originellement nommé le pont du Byrne's Ferry, d’après le ferry P. O. Byrne qui traversait autrefois à cet endroit. D’abord  pont suspendu par un câble avec un plancher de bois, il fut terminé au printemps de 1853 et ouvert au public comme pont à péage. Détruit par les crues, ce pont fut remplacé par un modèle cantilever à treillis de  type Howe, renforcé par une arche auxiliaire en 1862. Il fut construit et mis en fonction par l'Union Bridge Company, une compagnie avec un siège social à Sonora ;  Joe Pardies fit fonctionner le pont avec une bonne rentabilité pendant de nombreuses années.
Le fameux  éclaireur Frederick Russell Burnham est en grande partie responsable de l’achat du pont Byrne's Ferry par les comtés. Vers la fin des années 1880 et le début des années 1890, Burnham était fermier dans la région et  pendant ses voyages estivaux annuels dans les montagnes afin de trouver de meilleurs pâturages, il devait conduire son bétail sur le point pour une somme de  25 $ ou 30 $. Comme il n’était pas satisfait  par la condition du pont et  qu’il n’aimait pas payer le péage, il fit circuler une pétition afin que le pont soit acheté par les comtés et devienne gratuit. En 1902, la pétition fit effet, les comtés de Calaveras et Tuolumne acquirent le pont pour  4 000 $ et les droits de péage cessèrent.
Le projet du triple barrage et le Réservoir de  Tulloch achevèrent l’histoire du pont couvert. Lorsqu’il est rempli, le  réservoir refoule l’eau dans le canyon sur une dizaine de kilomètres et forme un vaste lac qui recouvre le site du pont  Byrne's Ferry sous  80 pieds d’eau. En 1957, lorsque le réservoir commença à se remplir, les directeurs des deux districts concernés par l’irrigation étudièrent la possibilité soit de brûler le pont soit simplement de le libérer de ses amarres. Mais les Sociétés historiques des Comtés de Calaveras et Tuolumne (Calaveras and Tuolumne County Historical Societies) et le Copperopolis Community Club, assistés par les Native Sons of the Golden West  et d’autres groupes de l’État, s’intéressèrent à la sauvegarde du pont. Ils entamèrent une campagne  pour conserver le pont comme futur monument historique ; le coût était estimé à l’époque à environ 9 000 $. Un plan fut élaboré pour déplacer le pont en aval jusqu’à une  lagune créée par le réservoir où il pourrait être installé au-dessus d’une crique et devenir une attraction touristique. La Commission des Parcs de Californie entérina la proposition et un fermier du Comté de  Tuolumne accepta de donner la propriété sur lequel le pont pouvait être réinstallé. Mais ces plans ne se réalisèrent finalement pas.
Le matin du 21 octobre 1957, les responsables des Comtés de Calaveras et de Tuolumne vendirent le pont aux enchères. De nouvelles tentatives furent faites pour dégager le pont de ses supports en utilisant de la dynamite, mais les charges explosives étaient insuffisantes. Lorsque l’eau monta, le pont finit par quitter les supports, mais fut alors partiellement submergé. Puisqu’il n’était plus possible de sauver le pont, la structure fut démantelée et une partie des débris fut utilisée dans les constructions avoisinantes. À environ 3000 pieds en amont de l’endroit où se trouvait le vieux pont couvert, un nouveau pont en béton et acier fut construit par la suite pour  458 355 $.